# 壽城阿爾法城站
壽城阿爾法城站（：／ Suseong Alpasiti yeok */?）是大邱地鐵2號線沿線的一座地下車站，位於韓國大邱廣域市壽城區蓮湖洞，韓語副站名為「三星獅棒球場」（삼성라이온즈파크）。

## 車站結構
站體為2面2線側式月台的地下車站，候車月台設有月台幕門，並有5處出口。

### 月台配置
| 蓮湖 ↑ |
| \| 上  |
| ↓ 孤山 |

| 月台 | 路線               | 目的地                 |
| ---- | ------------------ | ---------------------- |
| 上行 | ●大邱都市鐵道2號線 | 半月堂、龍山、汶陽方向 |
| 下行 | ●大邱都市鐵道2號線 | 新梅、沙月、嶺南大方向 |

## 历史
- 2005年10月18日：开通使用。
- 2024年10月10日：大公園站更名壽城阿爾法城站[1][2]。

## 車站周邊
- 大邱體育場
- 大邱三星獅棒球場
- 蓮湖池
- 大邱地鐵藝術中心
- 大邱美術館（朝鲜语：대구미술관）
- 中央高速公路壽城交流道

## 圖片

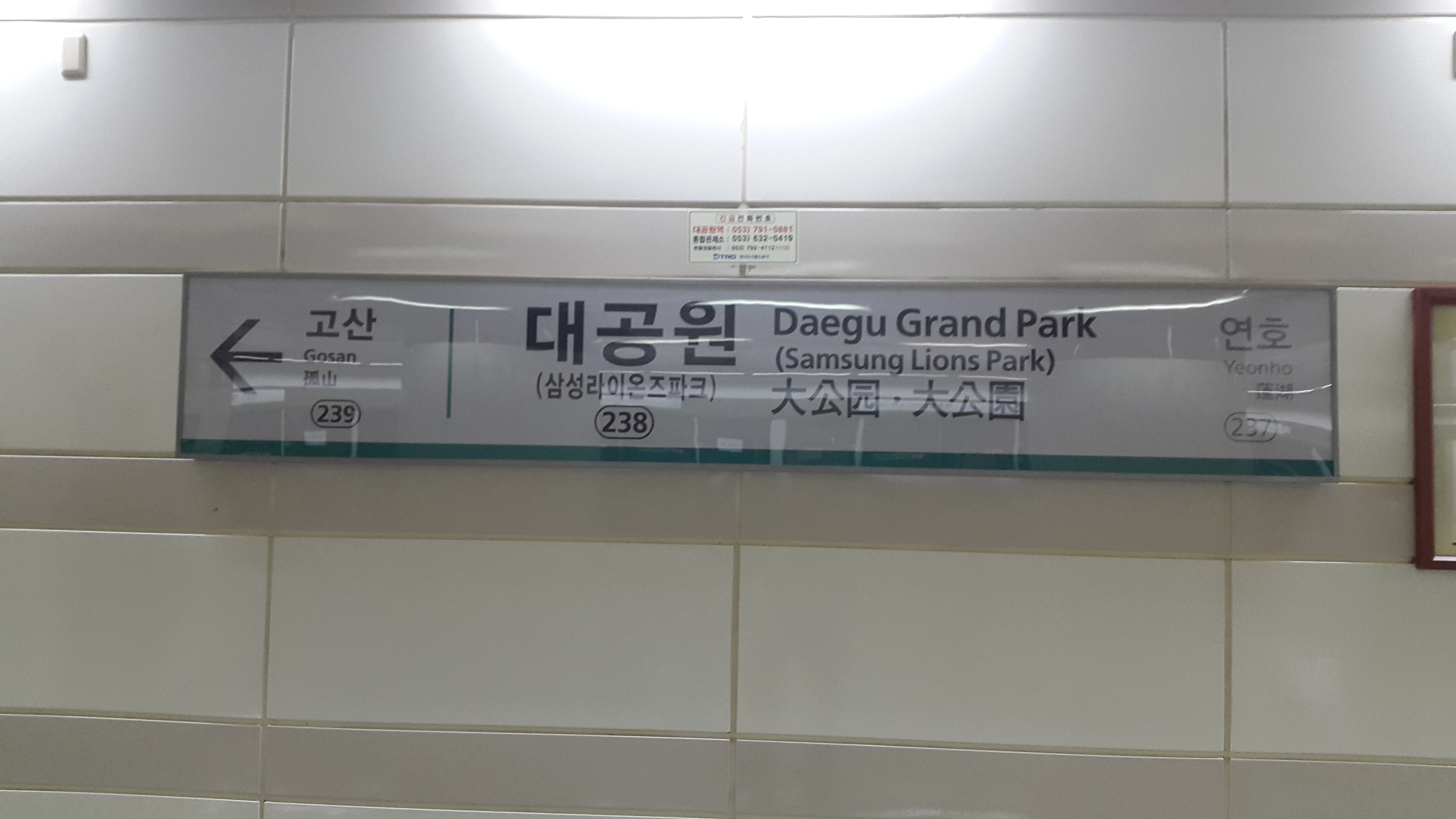
站名牌
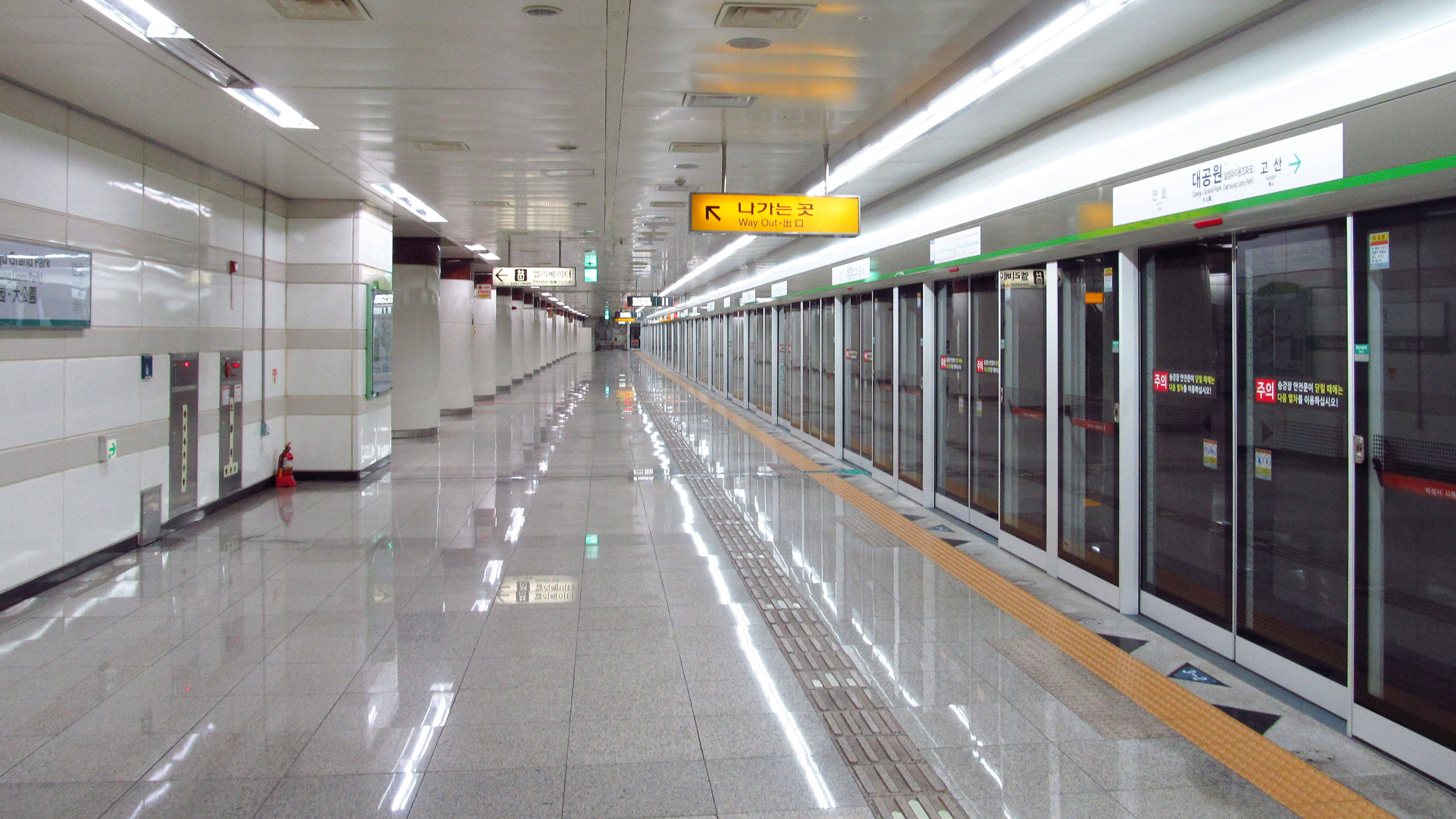
候車月台
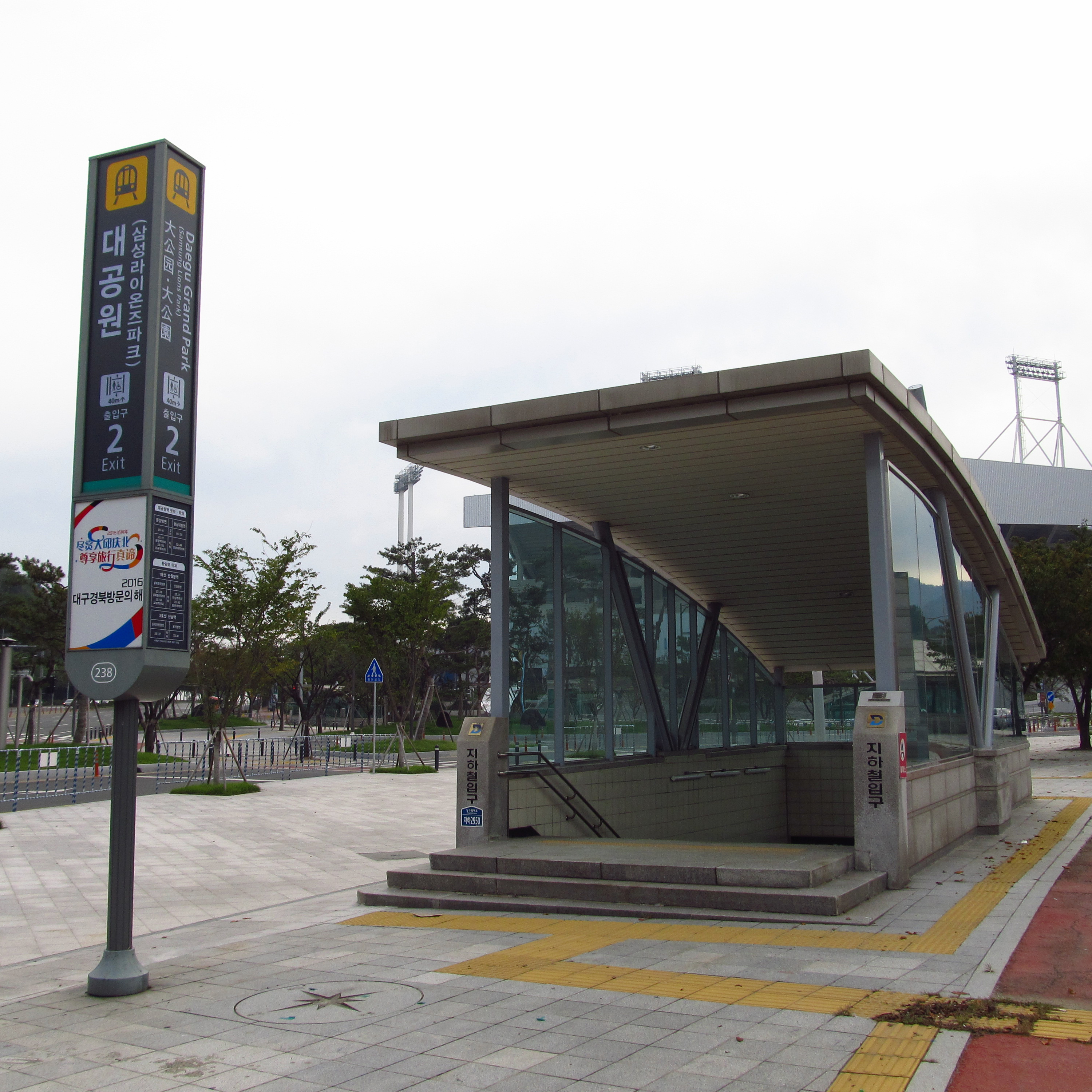
2號出口
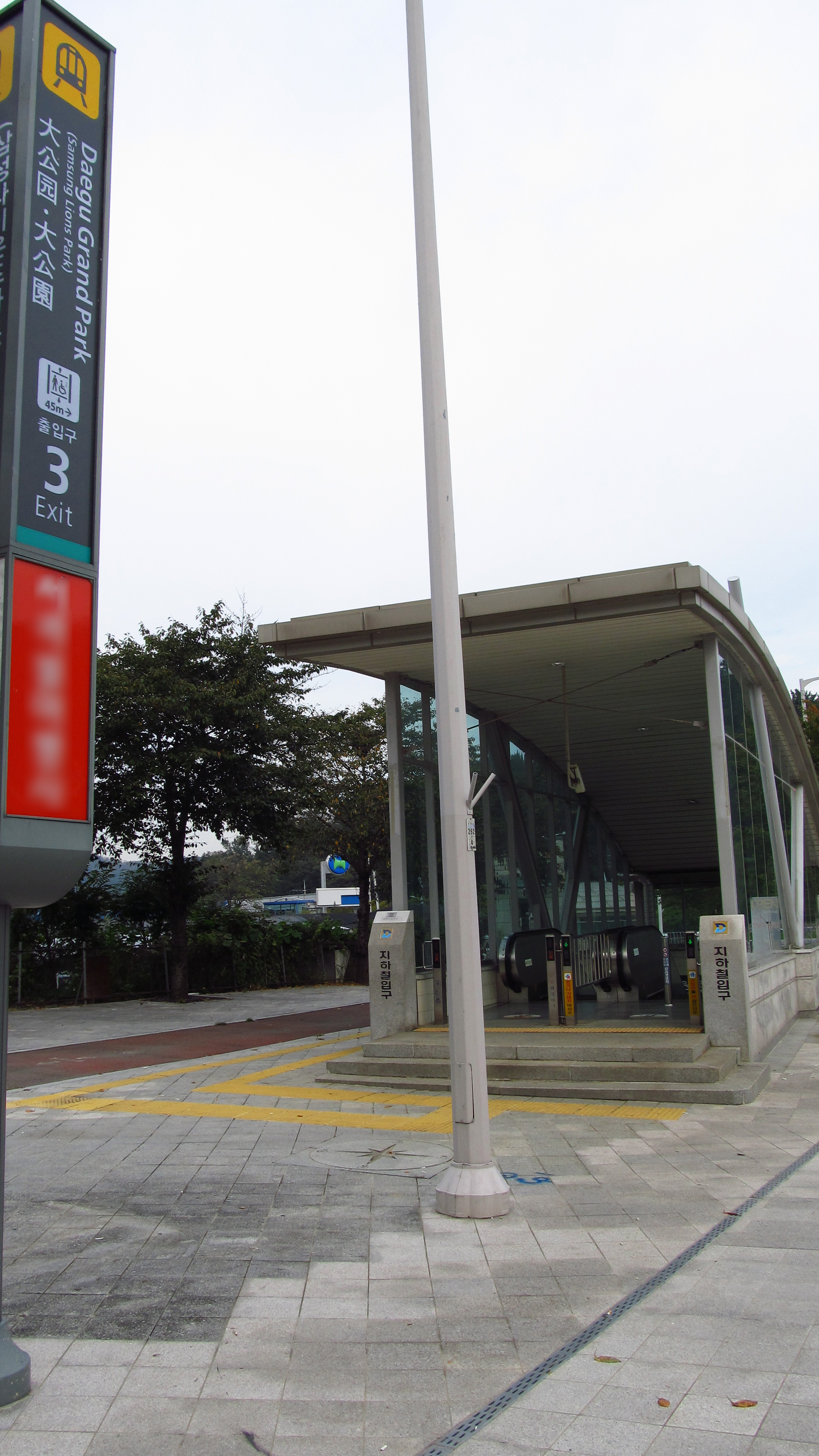
3號出口
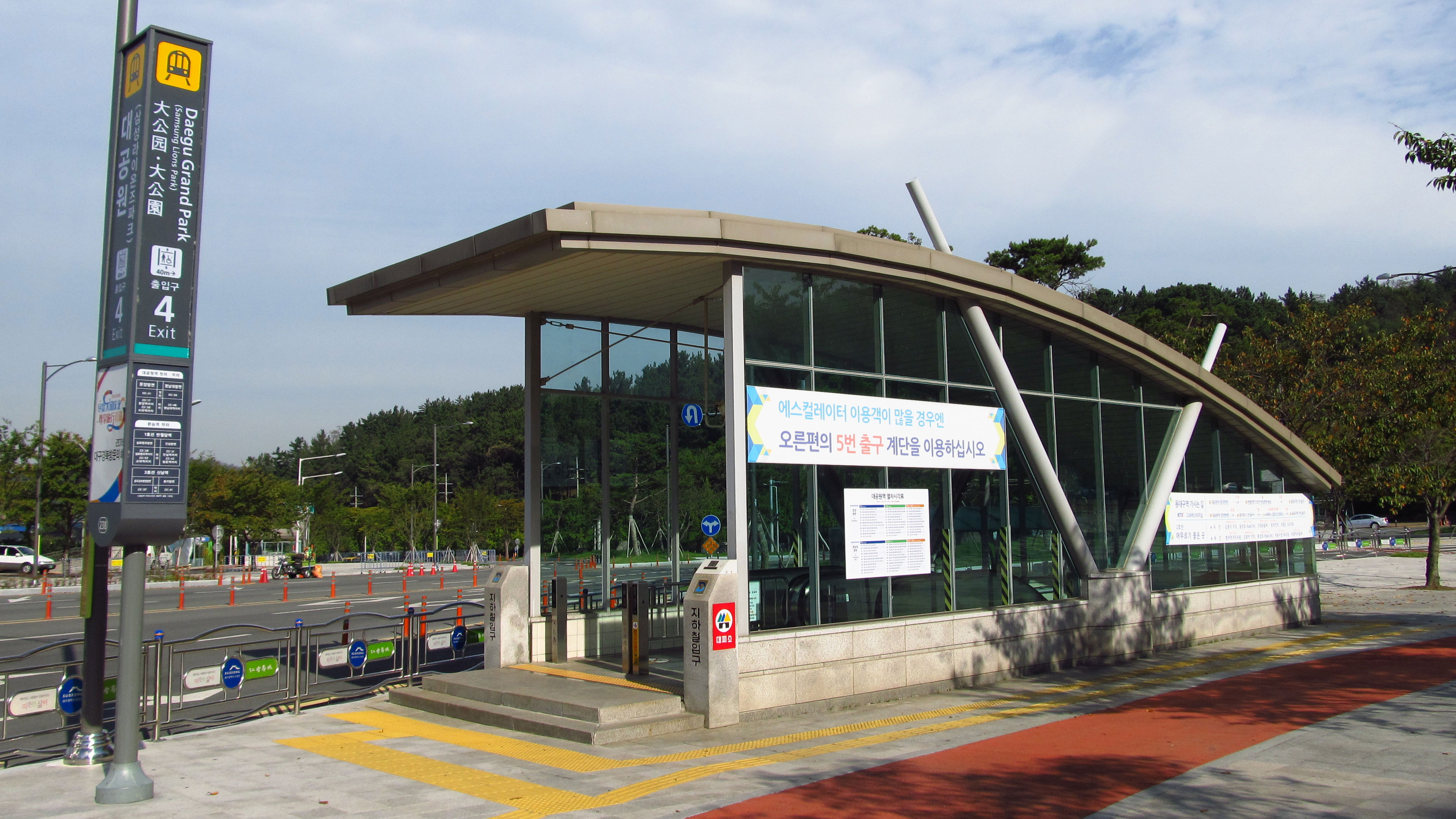
4號出口
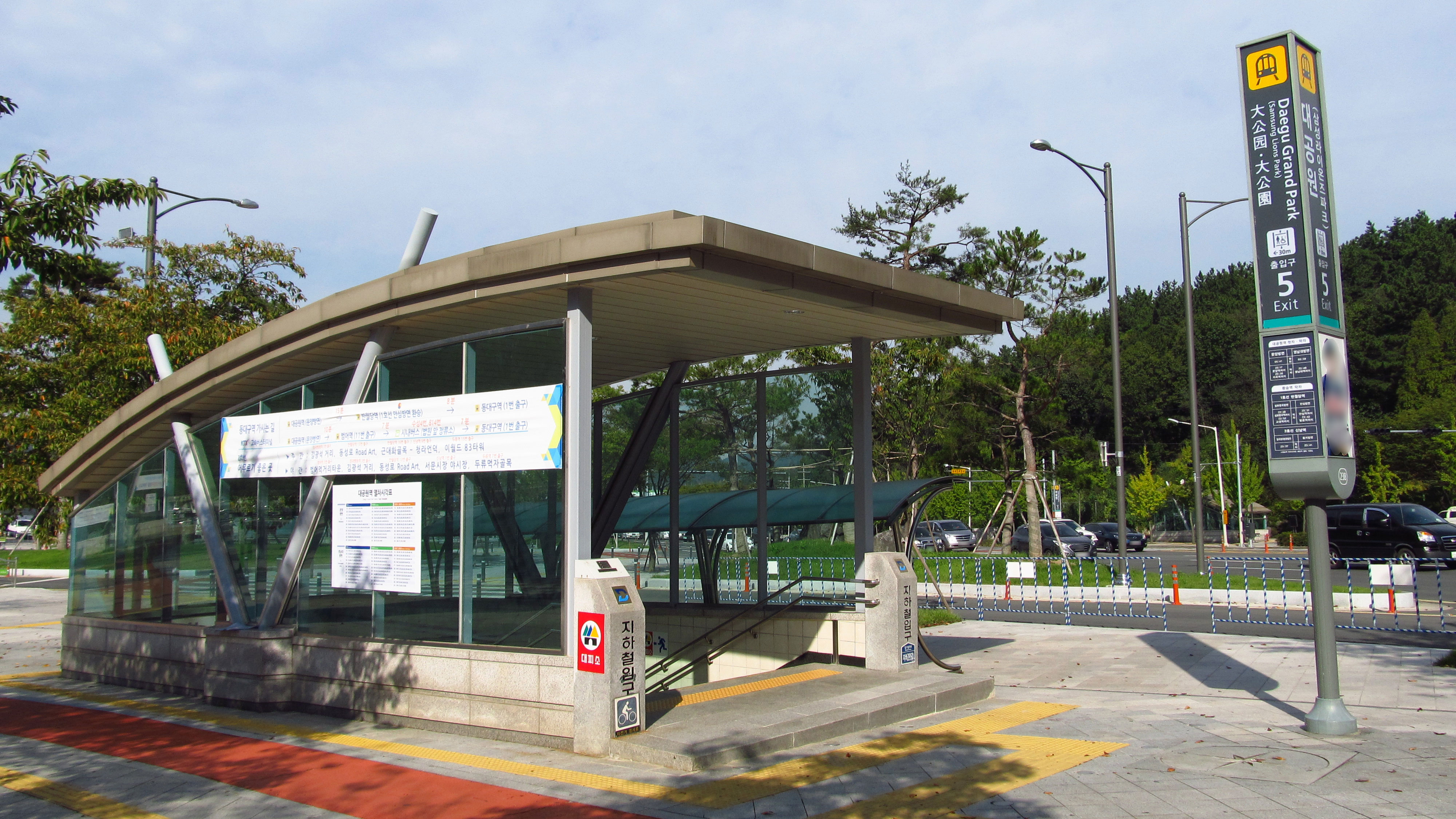
5號出口

## 相鄰車站
大邱都市鐵道公社
●大邱都市鐵道2號線
蓮湖（237）－壽城阿爾法城（238）－孤山（239）
1. ↑  , 매일신문, 2024-10-10  [2025-4-7]
2. ↑  .   [2025-04-14]. （原始内容存档于2024-05-26）.